# Posiołok centralnoj usad´by sowchoza imieni BaszCIKa
Posiołok centralnoj usad´by sowchoza imieni BaszCIKa (ros. Посёлок центральной усадьбы совхоза имени БашЦИКа) – była wieś w Rosji, w rejonie błagowarskim Baszkortostanu. 
W 1968 r. liczyła 615 mieszkańców. Przyłączona do wsi Mirnyj w 1981 roku.